# Glaucina golgolata
Glaucina golgolata là một loài bướm đêm trong họ Geometridae.